# Atlaltipa Mirador
Atlaltipa Mirador är en ort i Mexiko.   Den ligger i kommunen Atlapexco och delstaten Hidalgo, i den sydöstra delen av landet, 190 km norr om huvudstaden Mexico City. Atlaltipa Mirador ligger 205 meter över havet och antalet invånare är 494.
Terrängen runt Atlaltipa Mirador är huvudsakligen kuperad, men norrut är den platt. Runt Atlaltipa Mirador är det ganska tätbefolkat, med 96 invånare per kvadratkilometer. Närmaste större samhälle är Huejutla de Reyes, 10,9 km norr om Atlaltipa Mirador. I omgivningarna runt Atlaltipa Mirador växer i huvudsak städsegrön lövskog.